# دایسیکل

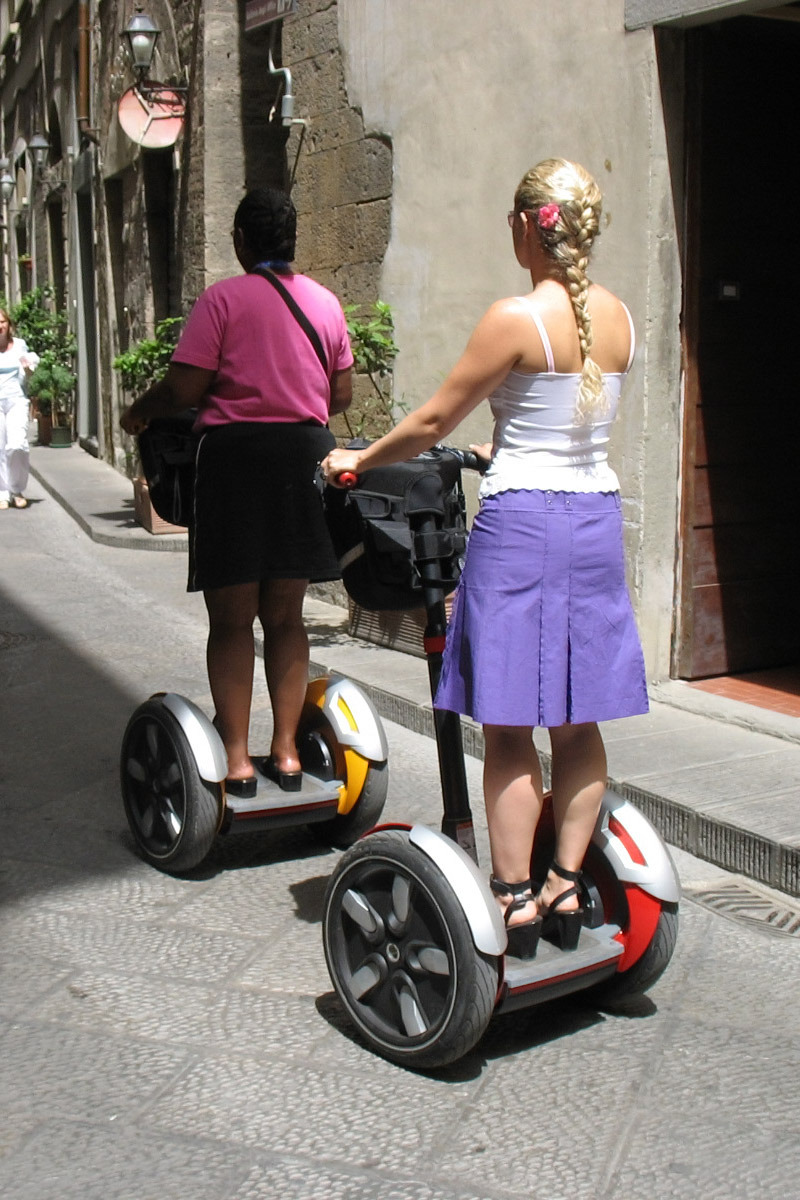
دو گردشگر در توری با سگ‌وی در فلورانس ایتالیا

دایسیکل (‎/ˈdaɪsɪkəl/‎) (به انگلیسی: Dicycle) یک وسیله نقلیه است که برخلاف موتور سیکلت و دوچرخه که دارای دو چرخ به صورت خطی هستند، دو چرخ موازی دارد که روی یک محور مشترک می‌چرخند.